# オーゲ・ハレイデ
オーゲ・フリチョフ・ハレイデ（ノルウェー語: Åge Fridtjof Hareide, 1953年9月23日 - ）は、ノルウェーの元サッカー選手、現サッカー指導者。元ノルウェー代表選手および監督、2018 FIFAワールドカップ・デンマーク代表監督。選手時代のポジションはディフェンダー。
指導者としてはスカンディナヴィア三国の1部リーグ全てで優勝を経験した唯一の監督である他、デンマーク代表では4年間無敗を記録した監督である。

## 選手歴

### クラブ
1970年にヘッドの下部組織からトップチームに昇格。1975年にモルデに移籍した。
1981年にマンチェスター・シティに移籍。在籍は僅か2シーズン、出場は25試合でそのうち途中出場が8試合と出場試合数は多くなかったものの、Oggy Hareideという彼専用のチャントが作られるほどのカルト的人気があった。
1982年にノリッジ・シティに完全移籍。
1984年にモルデに復帰し、1987年を以て引退した。

### 代表
1976年6月24日に行われたデンマーク代表戦でフル出場し、ノルウェー代表として初出場を記録。1980年9月24日のルーマニア代表戦で代表初得点。1986年10月29日のソビエト連邦代表戦が最終試合となった。

## 指導歴

### モルデ
1986年に選手兼任監督としてモルデの監督に就任し、選手引退後もそのままモルデで指揮を執り、1991年夏まで務めた。1993年夏から1997年末まで再びモルデの監督を務めた。この頃にはノルウェーの富豪であるチェル・インゲ・レッケとビョルン・ルネ・イェルステンがマンチェスター・シティの買収に動いており、成功した際には彼を古巣の監督に据えようと画策していたものの、買収自体が失敗した。その後、この二人はリーズ・ユナイテッドの買収に動き、その際にも買収成功の暁には彼を監督に据えようとしていたがこれも失敗した。最終的に1997年6月にプレミアリーグ所属のウィンブルドンの買収に成功し、監督就任に動かそうとしたものの、それはつまり現職のジョー・キニアーを監督から降ろす事となるため結局これも実現しなかった。

### スカンディナヴィア三国リーグ制覇
1998年にヘルシンボリIFの監督に就任。翌年にアルスヴェンスカンで優勝し、自身初のリーグタイトルを獲得した。
2000年にブレンビーの監督に就任。2001-02シーズンにデンマーク・スーペルリーガで優勝した。
2003年にローゼンボリの監督に就任。同年にエリテセリエンで優勝し、スカンディナヴィア三国の1部リーグ全てを制覇した。

### ノルウェー
同年末にノルウェー代表監督に就任。しかし2008年12月8日に一切の主要大会に出場できなかった事、2010 FIFAワールドカップ・ヨーロッパ予選での出足も芳しくない事から辞任し、翌日発表された。

### バイキング前後
2009年6月10日にエルグリーテの監督に就任した事が発表された。
同年12月1日にウーヴェ・レスラーの後任としてバイキングの監督に就任。2012年6月9日に成績不振を理由に解任された。
同年にコニー・カールションを解任したヘルシンボリの暫定監督に就任した。

### マルメ
2014年1月9日、アルスヴェンスカン王者のマルメの新監督に就任。ここでは成功をおさめ、前年に引き続きリーグを制覇した他、UEFAチャンピオンズリーグ 2014-15本戦にも進出した。また同年のアルスヴェンスカン年間最優秀監督賞を受賞した。またスウェーデンスポーツ界の年間最優秀監督賞にもノミネートされた。

### デンマーク代表
2015年12月10日にモアテン・オルセンの後任としてデンマーク代表監督に就任。2017年11月には2018 FIFAワールドカップ・ヨーロッパ予選プレーオフでアイルランド代表に2戦合計で5-1の快勝を収め、本戦出場を決めた。本戦一か月前にはグループCで対戦するフランス代表について「ワールドカップの常連国は素晴らしいが、フランスの事ではない。もし彼らが優勝したとしても他国の調子が悪かっただけだ。」と煽った。デンマークはそのフランスと引分、フランスに次いで2位でグループリーグを突破したが、次に戦ったクロアチア代表相手にPK戦で敗北し、大会を終えた。
その後、UEFA EURO 2020予選でも指揮を執り、本戦出場権を獲得したが、同大会終了後を以てカスパー・ヒュルマンドが新監督に就任する事が明らかになった。しかし新型コロナウイルス感染症の世界的流行に伴って大会が延期となり、その間に契約期間が満了した。デンマーク代表では2016年10月11日のモンテネグロ代表戦以来34試合、期間としては4年間負けなし（PK戦での敗北は引分の扱いであるため）という驚異的な結果を残した。

### ローゼンボリ二期
2020年8月にローゼンボリの監督に再び就任した。

### アイスランド代表
2023年4月14日、アイスランド代表の監督に就任した。

## メディア歴
ノルウェー代表監督辞任後にエリテセリエンの解説者としてノルウェー放送協会に在籍していた。

## 個人成績
| デンマーク代表 | 国際Aマッチ | 国際Aマッチ |
| 年             | 出場        | 得点        |
| -------------- | ----------- | ----------- |
| 1976           | 2           | 0           |
| 1977           | 2           | 0           |
| 1978           | 0           | 0           |
| 1979           | 0           | 0           |
| 1980           | 3           | 2           |
| 1981           | 7           | 1           |
| 1982           | 7           | 2           |
| 1983           | 4           | 1           |
| 1984           | 10          | 0           |
| 1985           | 11          | 0           |
| 1986           | 7           | 0           |
| 通算           | 53          | 6           |